# Radio Burgenland
Radio Burgenland ist das vom ORF betriebene Regionalradio für das Burgenland im Rahmen des Senders Österreich 2 (Österreich-Regional). Die Sendungen des ORF Burgenland werden im Landesstudio Burgenland produziert und abgewickelt.

## Programm

### Das aktuelle Team
| Moderator           | Bereich                                      |
| ------------------- | -------------------------------------------- |
| Nicole Aigner       | Moderatorin                                  |
| Hannes Auer         | Burgenland heute                             |
| Veronika Berghofer  | Burgenland heute – Wetter                    |
| Marin Berlakovich   | Moderator, Burgenland heute                  |
| Reinhold Bieber     | Moderator (Blasmusik)                        |
| Kristina Buconjic   | Burgenland heute – Wetter                    |
| Margot Drobits      | Burgenland heute – Wetter                    |
| Martin Ganster      | Burgenland heute                             |
| Sebastian Györög    | Moderator                                    |
| Thomas Hochwarter   | Moderator, Burgenland heute – Wetter         |
| Udo Huber           | Moderator                                    |
| Barbara Karlich     | Moderatorin ("Barbara Karlich Buchklub")     |
| Sabine Lentsch      | Moderatorin ("Fein sein, beinander bleiben") |
| Thomas May          | Moderator                                    |
| Elisabeth Pauer     | Burgenland heute                             |
| Michael Pimiskern   | Moderator                                    |
| Raphaela Pint       | Burgenland heute                             |
| Georg Prenner       | Moderator                                    |
| Silvia Scherleitner | Moderatorin                                  |
| Wolfgang Unger      | Burgenland heute – Wetter                    |